# فلاویوس تئودوسیوس
فلاویوس تئودوسیوس (لاتین: Theodosius comes; ۱ ژانویهٔ ۰۴۰۰ – ۱ ژانویهٔ ۰۳۷۶) افسر و پرسنل نظامی اهل روم باستان بود. یک افسر ارشد نظامی در خدمت والنتینیان یکم (۳۶۴–۳۷۵) و امپراتوری روم غربی در دوران باستان متأخر بود. ارتش روم تحت فرماندهی او تهدیدها، تهاجمات و غصب‌های متعددی را شکست داد. تئودوسیوس سر سلسله دودمان امپراتوری تئودوسیان (ح. ۳۷۹–۴۵۷) و پدر امپراتور تئودئوس یکم (ح. ۳۷۹–۳۹۵) بود.